# Medisch hulpmiddel
Een medisch hulpmiddel is een instrument, toestel of apparaat (inclusief software en hulpstukken) dat door de fabrikant bestemd is om bij de mens te worden aangewend voor:
- diagnose, preventie, bewaking, behandeling of verlichting van ziekten
- compensatie van verwonding of handicap
- onderzoek naar, vervanging of wijziging van anatomie of van een fysiologisch proces
- beheersing van de bevruchting

waarbij de belangrijkste beoogde werking niet met farmacologische of immunologische middelen of door metabolisme wordt bereikt, maar wel door dergelijke middelen kan worden ondersteund.

## Categorieën
Er wordt qua reglementering binnen de EU een onderscheid gemaakt tussen gewone medische hulpmiddelen, actieve implanteerbare medische hulpmiddelen en in-vitrodiagnostica. Andere praktische indelingen kunnen zijn medische hulpmiddelen voor eenmalig (single use) gebruik versus medische hulpmiddelen voor meermalig gebruik (reusable) of steriele versus niet-steriele medische hulpmiddelen. Een voorbeeld van een actief implanteerbaar medisch hulpmiddel is een pacemaker, een voorbeeld van een in-vitromedisch hulpmiddel is een zwangerschapstest en een voorbeeld van een gewoon medisch hulpmiddel is een al dan niet steriele pleister.

## Risicoklassen
Afhankelijk van de functie van het medische hulpmiddel wordt het ingedeeld in de risicoklassen I, IIa, IIb en III, deze geven een oplopend risico aan.
Zo valt een pleister in klasse I en een kunst-hartklep in klasse III (als er iets mis is met het hulpmiddel, loopt de patiënt in het geval van een kunstklep beduidend meer risico). Naargelang van deze klassen moet de fabrikant een beroep doen op de tussenkomst van een Notified Body (aangemelde instantie) die grosso modo toeziet op de kwaliteit van het product.
Op de verpakking van het medisch hulpmiddel wordt het CE-kenmerk dan gevolgd door een viercijferige code die het vergunningsnummer van de aangemelde instantie weergeeft.

## Productie in Europa
Omdat er voor sommige medische hulpmiddelen slechts een beperkte markt is, worden veel van deze artikelen door europa heen geëxporteerd. Het hulpmiddel moet dan aan enkele minimale eisen voldoen om in andere landen dan het productieland gebruikt te mogen worden. De producent of importeur brengt dan een CE-markering aan.
- het hulpmiddel moet doeltreffend zijn
- het ontwerp en de constructie moeten veilig zijn (chemisch, fysisch en microbiologisch)
- de productie moet gecontroleerd worden en gevalideerd zijn
- er moet voldoende informatie beschikbaar zijn voor de gebruiker over het product